# Sztanyiszlav Galimovics Hazsejev
Sztanyiszlav Galimovics Hazsejev (oroszul: Станислав Галимович Хажеев, románul: Stanislav Hajeev; Kastak, 1941. december 28.) belarusz nemzetiségű szovjet, majd Dnyeszter-melléki katonatiszt, 1992-től 2012 januárjáig a Dnyeszter Menti Moldáv Köztársaság védelmi minisztere volt, 2012-től a Dnyeszter Menti Köztársaság Fegyveres Erőinek főszemlélője. Rendfokozata vezérezredes.

## Élete
Belarusz családban született Oroszországban, a ma már Cseljabinszk részét képező, Kastak nevű faluban. Apja tisztviselő volt. Az általános iskolát szülőhelyén végezte. Ezt követően Szverdlovszkban Szuvorov-iskolába (kadétiskola) járt, majd a Taskenti Össz-haderőnemi Katonai Akadémián (VOKU) tanult, ahol 1963-ban végzett.
A Szovjet Hadseregben végigjárta a szakaszparancsnoktól a hadosztály-törzsfőnökig terjedő beosztásokat. 1963-tól hat évig a Turkesztáni Katonai Körzetben szolgált. 1972-ben elvégezte a Frunze Katonai Akadémia parancsnoki tanfolyamát, ezt követően az Odesszai Katonai Körzetben, majd a Bajkálon-túli Katonai Körzetben szolgált. 1983–1986 között katonai főtanácsadóként dolgozott Vietnámban. Hazatérése után az Észak-kaukázusi Katonai Körzetbe helyezték és kinevezték a Vlagyikavkazi Katonai Főiskola parancsnok-helyettesévé.
1992-től szolgál a Dnyeszter-melléki Fegyveres Erőknél, ahol először altábornagyi rendfokozatot kapott. Még ugyanannak az évnek az őszén kinevezték a Dnyeszter Melléki Moldáv Köztársaság védelmi miniszterévé.
Hazsejev szerepel az Európai Uniónak a Dnyeszter-melléki állam vezető tisztviselőivel szemben 2008 februárjában elfogadott, az EU területére beutazási korlátozást elrendelő határozatának listáján. (A korlátozó intézkedéseket 2009-ben és 2010-ben is meghosszabbították, jelenleg 2011. február 27-ig érvényesek.)
2012. január 19-én a Dnyeszter-melléki Moldáv Köztársaság elnöke, Jevgenyij Sevcsuk felmentette védelmi miniszteri beosztásából, és egyúttal a Dnyeszter-melléki Moldáv Fegyveres Erők főszemlélőjévé nevezte ki. Utóda a védelmi miniszteri poszton Alekszandr Lukjanyenko lett.
Hazsejev nős, egy fia van.

## Politikai nézetei
Hazsejev a Dnyeszter Melléki Moldáv Köztársaság feltétlen híve, hisz annak életképességében. Véleménye szerint Moldova és a Nyugat a Dnyeszter-melléki állam felszámolására törekszik. Ez ellen az Oroszországgal fenntartott kapcsolatok és a védelmi képességek növelése nyújt védelmet.